# Petar Angełow
Petar Angełow (maced. Петар Ангелов; ur. 8 marca 1977 w Kawadarci) – macedoński piłkarz ręczny grający w Metalurgu Skopje i reprezentacji Macedonii. W 2017 odznaczony Medalem za Zasługi dla Republiki Macedonii.